# Die Erfindung des Lebens
Die Erfindung des Lebens ist ein autobiografischer Roman des deutschen Schriftstellers Hanns-Josef Ortheil.

## Inhalt
Die Erfindung des Lebens erzählt die Geschichte Ortheils von seinen Kinderjahren bis zum Abbruch seiner Pianisten-Laufbahn und seinen ersten Erfolgen als Schriftsteller. Als einziges überlebendes Kind seiner Eltern, die im Zweiten Weltkrieg und der Zeit danach vier Söhne verloren haben, wächst er in Köln auf. Die Mutter ist stumm geworden, und auch ihr fünfter Sohn lebt zunächst stumm an ihrer Seite. Nach Jahren erst kann er sich aus der Umklammerung der Familie lösen, in Rom eine Karriere als Pianist beginnen und – nach deren Scheitern – mit dem Schreiben versuchen, sein neues Glück zu machen.

## Form

### Aufbau des Romans
Der Roman Die Erfindung des Lebens ist in zwei Erzählebenen gegliedert. In der ersten Ebene berichtet Ortheil als Ich-Erzähler seine Geschichte als Heranwachsender bis zu seinem ca. 25. Lebensjahr. In der zweiten Ebene erzählt er seine aktuelle Situation in Rom, wohin er erneut aufgebrochen ist, um diese Geschichte aufzuschreiben.

### Chronologie
Beschrieben wird der Zeitraum Anfang der 1950er bis Mitte der 1970er Jahre. Geschrieben hat Ortheil diesen Roman in Rom, ca. 30 Jahre nach seinem Fortgang aus Rom.

### Erzählhaltung
Ortheils Bericht ist rein subjektiv. Der Roman wird im Wesentlichen aus der Sicht der Hauptfigur erzählt.

## Leseprobe
DAMALS, IN meinen frühen Kindertagen, saß ich am Nachmittag oft mit hoch gezogenen Knien auf dem Fensterbrett, den Kopf dicht an die Scheibe gelehnt, und schaute hinunter auf den großen, ovalen Platz vor unserem Kölner Wohnhaus. Ein Vogelschwarm kreiste weit oben in gleichmäßigen Runden, senkte sich langsam und stieg dann wieder ins letzte, verblassende Licht. Unten auf dem Platz spielten noch einige Kinder, müde geworden und lustlos. Ich wartete auf Vater, der bald kommen würde, ich wusste genau, wo er auftauchte, denn er erschien meist in einer schmalen Straßenöffnung zwischen den hohen Häusern schräg gegenüber, in einem langen Mantel, die Aktentasche unter dem Arm.
Jedes Mal sah er gleich hinauf zu meinem Fenster, und wenn er mich erkannte, blieb er einen Moment stehen und winkte. Mit hoch erhobener Hand winkte er mir zu, und jedes Mal winkte ich zurück und sprang wenig später vom Fensterbrett hinab auf den Boden. Dann behielt ich ihn fest im Blick, wie er den ovalen Platz überquerte und sich dem Haus näherte, er schaute immer wieder zu mir hinauf, und jedes Mal ging beim Hinaufschauen ein Lachen durch sein Gesicht.

## Rezensionen
- DR: „Ein düpierter Kritiker fand einen tristen Begriff für jene Art Literatur, die der 1951 geborene Autor Hanns-Josef Ortheil seit einigen Jahren veröffentlicht: "intelligente Unterhaltung". Damit ist die säuerliche Implikation verbunden, dass Ortheils Literatur für Unterhaltung zu intelligent und für Kunst zu unterhaltend sei.“[2]
- F.A.Z.: „Ortheil hat im Gegensatz zu den meisten seiner Schriftstellerkollegen keine Scheu vor Happy End und großer Liebe. Erfindung des Lebens ist ein tröstlicher Roman geworden.“[3]
- ZEIT: „Hanns-Josef Ortheil erzählt in seiner eindrucksvollen Künstlergeschichte von einer schweigenden Mutter und einem Leben für die Musik.“[4]

## Textausgaben
- Die Erfindung des Lebens. Roman. Luchterhand Literaturverlag, München 2009, ISBN 978-3-630-87296-4. 591 S. (Originalausgabe).
- Die Erfindung des Lebens. Roman. btb Verlag, München 2011, ISBN 978-3-442-73978-3. 591 S.